# 서정원 (1911년)
서정원(徐正元, 1911년 6월 18일 ~ 1977년 5월 24일, 경상남도 김해)은 대한민국의 정치인이다. 제5대 국회의원을 지냈다.

## 학력
- 김해군 장유공립보통학교 졸업
- 동래공립고등보통학교 졸업
- 정치대학 정경학부 정치과 수료

## 약력
- 경남도건설협회 이사
- 농림 · 법무부장관 비서관
- 자유당김해을구 당위원장
- 보림산업(주) 취체역사장

## 역대 선거 결과
|  | 47.58% |

|  | 31.15% |

|  | 24.18% |

|  | 14.95% |

|  | 21.43% |

|  | 4.14% |